# 동경 90도
동경 90도는 본초 자오선에서 동쪽으로 90도 떨어진 경선이다. 동경 90도 해령이 이 이름을 따서 붙여졌다.
북극점에서 남극점까지 동경 90도선은 다음 지역을 지나간다.
| 좌표                                                  | 나라, 지역, 해역 | 주석                                                                 |
| ----------------------------------------------------- | ---------------- | -------------------------------------------------------------------- |
| 북위 90° 0′ 동경 90° 0′  / 북위 90.000° 동경 90.000°  | 북극해           |                                                                      |
| 북위 81° 9′ 동경 90° 0′  / 북위 81.150° 동경 90.000°  | 카라해           | 러시아 크라스노야르스크 지방 슈미트 섬의 바로 서쪽을 지난다.         |
| 북위 77° 7′ 동경 90° 0′  / 북위 77.117° 동경 90.000°  | 러시아           | 크라스노야르스크 지방 키로프 섬                                      |
| 북위 77° 6′ 동경 90° 0′  / 북위 77.100° 동경 90.000°  | 카라해           |                                                                      |
| 북위 75° 33′ 동경 90° 0′  / 북위 75.550° 동경 90.000° | 러시아           | 크라스노야르스크 지방 하카스 공화국 투바 공화국                      |
| 북위 50° 1′ 동경 90° 0′  / 북위 50.017° 동경 90.000°  | 몽골             | 바잉울기 주                                                          |
| 북위 47° 53′ 동경 90° 0′  / 북위 47.883° 동경 90.000° | 중화인민공화국   | 신장 위구르 자치구 칭하이성 티베트 자치구                            |
| 북위 28° 19′ 동경 90° 0′  / 북위 28.317° 동경 90.000° | 부탄             |                                                                      |
| 북위 26° 44′ 동경 90° 0′  / 북위 26.733° 동경 90.000° | 인도             | 서벵골 주 아삼 주 메갈라야 주                                        |
| 북위 25° 16′ 동경 90° 0′  / 북위 25.267° 동경 90.000° | 방글라데시       |                                                                      |
| 북위 21° 59′ 동경 90° 0′  / 북위 21.983° 동경 90.000° | 인도양           |                                                                      |
| 남위 60° 0′ 동경 90° 0′  / 남위 60.000° 동경 90.000°  | 남극해           |                                                                      |
| 남위 66° 46′ 동경 90° 0′  / 남위 66.767° 동경 90.000° | 남극             | 오스트레일리아령 남극 지역, 오스트레일리아가 영유권을 주장하고 있다. |

## 같이 보기
- 동경 89도
- 동경 91도
- 서경 90도